# 12-Stunden-Rennen von Sebring 1955

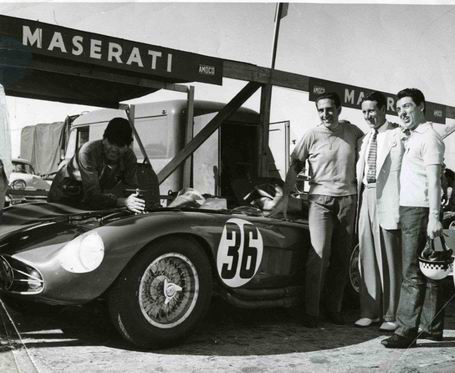
Luigi Valenzano und Cesare Perdisa mit ihrem Maserati 300S vor dem Start

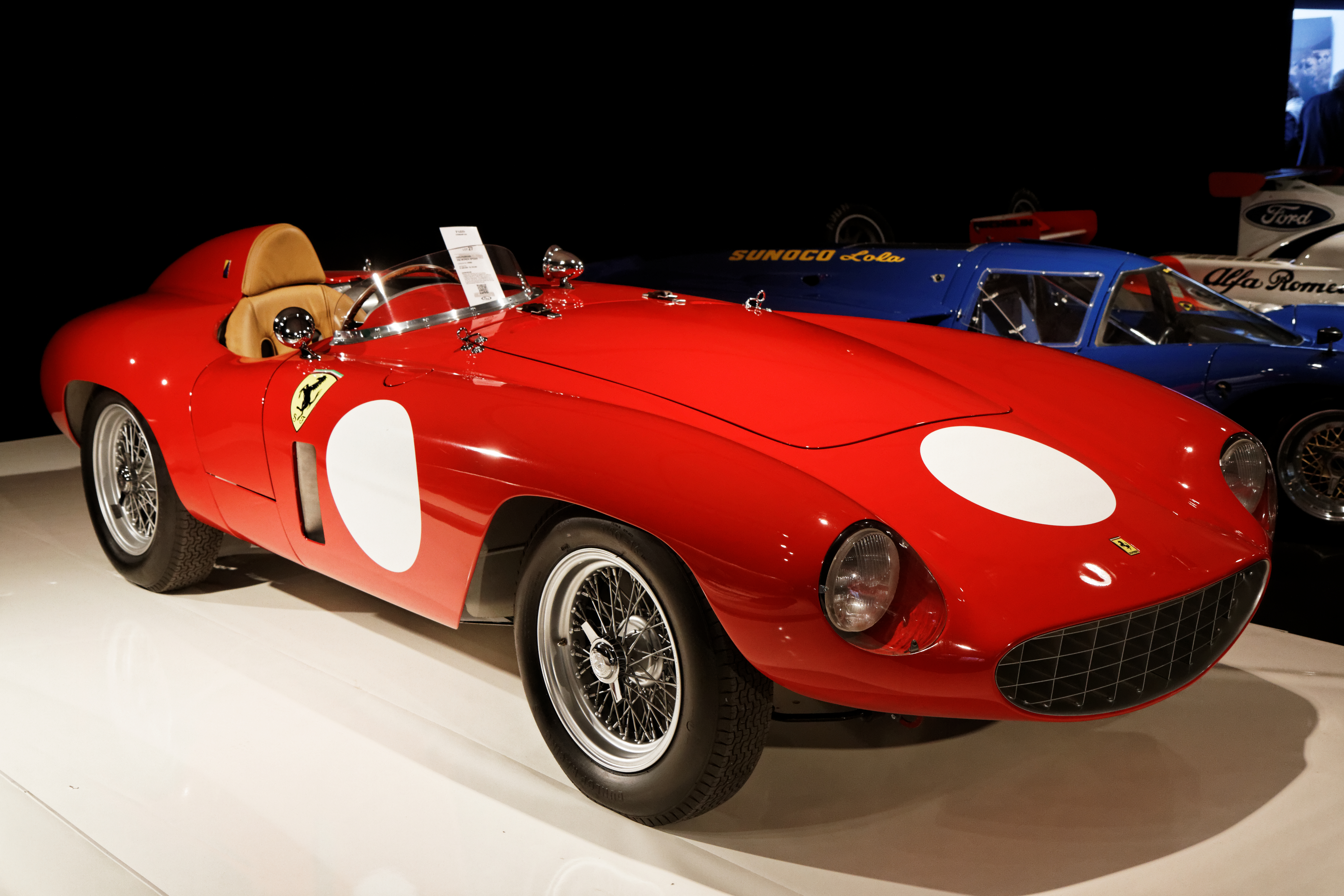
Der fünftplatzierte Ferrari 750 Monza von Piero Taruffi und Harry Schell

Das vierte 12-Stunden-Rennen von Sebring, auch The Florida International Twelve Hour Grand Prix of Endurance, Sports Car Races, Sebring, fand am 13. März 1955 auf dem Sebring International Raceway statt und war der zweite Wertungslauf der Sportwagen-Weltmeisterschaft dieses Jahres.

## Vor dem Rennen
Vor der Sebring Ausgabe von 1955 wurden einige Veränderungen an der Strecke durchgeführt. Verbessert wurde die Begrenzungsbarrieren der Fahrbahn, und ein Fußgängerübergang im Zielbereich wurde errichtet. Mit Amoco wurde ein neuer Hauptsponsor gefunden. Briggs Cunningham meldete neben dem Siegerwagen des Vorjahrs, dem Osca MT4 1450 für Bill Lloyd und George Huntoon, einen komplett neuen Jaguar D-Type für Mike Hawthorn und Phil Walters sowie einen C6-R für John Gordon Bennett und sich selbst. Dazu wickelte er die Einsätze des Werks-Maserati 300S von Luigi Valenzano und Cesare Perdisa und des Porsche 550 Spyder von Fritz Huschke von Hanstein und Herbert Linge ab.
Ferrari war nicht werksseitig vertreten; die Einsätze der 750 Monza wurden von Allen Guiberson und Luigi Chinetti durchgeführt.

## Das Rennen

### Chaos am Start
Der obligatorische Le-Mans-Start verlief chaotisch. Während die qualifizierten Fahrzeuge zum Start aufgereiht auf der Start- und Zielgeraden standen, gingen sechs Fahrzeuge aus den Boxengasse kommend illegal ins Rennen. Dieser Umstand sorgte für Unruhe im Feld, sodass mehrere Wagen aus der Startaufstellung losfuhren, bevor noch die Startflagge fiel. Die sechs Fahrzeuge, deren Fahrer sich offensichtlich abgesprochen hatten, wurden schon nach einer Runde mit der schwarzen Flagge aus dem Feld genommen.

### Verwirrung beim Zieleinlauf
Über 12 Stunden Fahrzeit lieferten sich der Cunningham-Jaguar und der Ferrari von Phil Hill und Carroll Shelby einen Kampf um dem Gesamtsieg. Bis auf vier Runden lag der Jaguar während des gesamten Rennens in Führung, wobei der Abstand zwischen den beiden Rennwagen nie mehr als eine Runde betrug. Zur Verwirrung der Zuschauer und des Rennleiters sprach der Platzsprecher knapp vor dem Rennende von einer Führung des Ferrari; prompt wurde dieser als erster abgewinkt. In der folgenden Verwirrung konnte jedoch anhand der Rundentabellen der Fehler ausgemacht und die reale Reihenfolge wieder hergestellt werden. Allen Guiberson legte gegen das Ergebnis Protest ein, der jedoch eine Woche nach dem Rennende offiziell abgewiesen wurde.
Phil Walters war der erste Fahrer, der das 12-Stunden-Rennen zum zweiten Mal gewinnen konnte, und für Briggs Cunningham war es der dritte Gesamtsieg in Folge.

## Ergebnisse

### Schlussklassement
| 1               | S 5.0 | 19  | B. S. Cunningham                | Mike Hawthorn Phil Walters                          | Jaguar D-Type             | 182 |
| 2               | S 3.0 | 25  | Allen Guiberson                 | Phil Hill Carroll Shelby                            | Ferrari 750 Monza Spyder  | 182 |
| 3               | S 3.0 | 35  | William Spear                   | Bill Spear Sherwood Johnston                        | Maserati 300S             | 180 |
| 4               | S 3.0 | 36  | Maserati Co. & B. S. Cunningham | Luigi Valenzano Cesare Perdisa                      | Maserati 300S             | 178 |
| 5               | S 3.0 | 28  | Luigi Chinetti                  | Piero Taruffi Harry Schell                          | Ferrari 750 Monza         | 177 |
| 6               | S 3.0 | 44  | Donald Healey Motor Co.         | Stirling Moss Lance Macklin                         | Austin-Healey 100S        | 176 |
| 7               | S 1.5 | 64  | B. S. Cunningham                | Bill Lloyd George Huntoon                           | Osca MT4 1450             | 168 |
| 8               | S 1.5 | 68  | Porsche Co. & B. S. Cunningham  | Huschke von Hanstein Herbert Linge                  | Porsche 550 Spyder        | 166 |
| 9               | S 1.5 | 63  | Carlos Braniff Cornejo          | Carlos Braniff Javier Velasquez                     | Osca MT4 1500             | 166 |
| 10              | S 5.0 | 10  | Jack Pry                        | Charles Wallace Dick Thompson                       | Jaguar XK140 MC           | 163 |
| 11              | S 1.5 | 61  | Bob Davis                       | Bob Davis Candy Poole                               | Porsche 550 Spyder        | 163 |
| 12              | S 5.0 | 14  | Jake Kaplan                     | Russ Boss Jake Kaplan                               | Jaguar C-Type             | 162 |
| 13              | S 8.0 | 5   | Ray Crawford                    | Ray Crawford                                        | Kurtis Kraft              | 161 |
| 14              | S 1.5 | 70  | Ed Crawford                     | Ed Crawford John Urbas                              | Porsche 550 Spyder        | 161 |
| 15              | S 3.0 | 45  | William Brewster                | William Brewster Bill Rutan                         | Austin-Healey 100S        | 160 |
| 16              | S 3.0 | 40  | Bill Cook                       | Bill Cook Steve Lansing                             | Austin-Healey 100S        | 156 |
| 17              | S 5.0 | 12  | Loyal Katskee                   | Roger Wing Loyal Katskee                            | Jaguar C-Type             | 156 |
| 18              | S 2.0 | 60  | S. H. Arnolt                    | John Panks Ernie Erickson                           | Arnolt Bolide             | 154 |
| 19              | S 8.0 | 4   | Bill Murphy                     | Bill Murphy Sam Hanks                               | Kurtis Kraft              | 153 |
| 20              | S 5.0 | 17  | M. R. J. Wyllie                 | M. R. J. Wyllie Leech Cracraft                      | Jaguar XK140              | 152 |
| 21              | S 3.0 | 31  | Rees T. Makins & Herman Rutson  | Harry Woodnorth Rees Makins                         | Mercedes-Benz 300 SL      | 152 |
| 22              | S 3.0 | 38  | Joe Giubard                     | Joe Giubard Fred Wolf                               | Austin-Healey 100M        | 152 |
| 23              | S 1.1 | 81  | Hoffmann Porsche Corp.          | Paul O’Shea Fritz Koster                            | Porsche 550               | 152 |
| 24              | S 3.0 | 39  | William Wellenberg              | William Wonder William Wellenberg                   | Austin-Healey 100M        | 151 |
| 25              | S 2.0 | 59  | S. H. Arnolt                    | S. H. Arnolt Bob Goldich                            | Arnolt Bolide             | 151 |
| 26              | S 5.0 | 18  | Dolph Vilardi                   | George Rice Bob Grossman                            | Jaguar XK140 MC           | 149 |
| 27              | S 2.0 | 25  | Mike Rothschild                 | Mike Rothschild Harold Kunz                         | Morgan Plus 4             | 149 |
| 28              | S 3.0 | 48  | Brooks Stevens                  | Jim Feld Bob Ballenger                              | Excalibur J               | 148 |
| 29              | S 2.0 | 58  | S. H. Arnolt                    | René Dreyfus Bob Grier                              | Arnolt Bolide             | 148 |
| 30              | S 2.0 | 52  | John Weitz                      | John Weitz Gordon MacKenzie                         | Morgan Plus 4             | 145 |
| 31              | S 1.1 | 84  | John Penn                       | John Penn William Wierdon                           | Siata 300BC               | 145 |
| 32              | S 3.0 | 43  | James Fergusson                 | James Fergusson Rowland Keith                       | Austin-Healey 100S        | 143 |
| 33              | S 2.0 | 57  | John Norwood                    | John Norwood Don Vitale                             | Arnolt Bolide             | 141 |
| 34              | S 1.5 | 69  | Guy Atkins                      | Guy Atkins Traver McKenna                           | Porsche 356 1500 Super LM | 141 |
| 35              | S 3.0 | 32  | Chester Flynn                   | Chester Flynn Ed Munoz                              | Mercedes-Benz 300 SL      | 139 |
| 36              | S 1.5 | 75  | Hubert Brundage                 | Hubert Brundage Howard Fowler Al DuPree             | Porsche 356 1300 Coupe    | 139 |
| 37              | S 5.0 | 9   | Fred Scherer                    | Fred Scherer Don Davis                              | Ford Thunderbird          | 138 |
| 38              | S 1.5 | 76  | David Ash                       | David Ash Duncan Black                              | MG TF                     | 137 |
| 39              | S 1.5 | 77  | Jack Ryan                       | Jack Ryan Buel Kinne                                | MG TF                     | 135 |
| 40              | S 5.0 | 8   | Fred Van Beuren                 | Fred Van Beuren Eugene Towle                        | Van Beuren Special        | 131 |
| 41              | S 3.0 | 41  | Jack Cooper                     | Jack Cooper Roy Jackson-Moore                       | Austin-Healey 100S        | 131 |
| 42              | S 1.5 | 67  | Howard Hanna                    | Evans Hunt Howard Hanna                             | Porsche 550 Spyder        | 130 |
| 43              | S 2.0 | 50  | Ecurie Yankee                   | Tony Palmer-Morewood Gleb Derujinsky Masten Gregory | Ferrari 500 Mondial       | 124 |
| 44              | S 750 | 88  | Int. Auto Sales Co.             | E. C. Miller Curtis Attaway                         | Renault 1063              | 124 |
| 45              | S 8.0 | 3   | Walter Gray                     | Walter Gray Paul Ceresole                           | Allard J2X                | 104 |
| 46              | S 5.0 | 16  | Fred Dagavar                    | Fred Dagavar Al Garz                                | Jaguar XK120              | 73  |
| Disqualifiziert |       |     |                                 |                                                     |                           |     |
| 47              | S 1.1 | 79  | Frank Miller                    | Frank Miller George Rabe                            | Lotus Mark IX             | 150 |
| 48              | S 1.1 | 80  | John Bentley                    | John Bentley Jim McGee                              | Abarth 207A Boano         | 138 |
| 49              | S 2.0 |     | Howard Hanna                    | James Carson Dan Hastings                           | Swallow Doretti           | 1   |
| 50              | S 1.1 |     | Joe Sheppard                    | Warren Smith Joe Sheppard                           | Lotus Mark IX             | 1   |
| 51              | S 3.0 |     | Billy Dantone                   | Billy Dantone Phil Seeberg                          | Austin-Healey 100         | 1   |
| 52              | S 3.0 |     | Phil Stiles                     | Phil Stiles Red Byron                               | Austin-Healey 100         | 1   |
| 53              | S 3.0 |     | Emil Bulck                      | Emil Bulck William Bulck                            | Austin-Healey 100         | 1   |
| 54              | S 2.0 |     | Fred Losee                      | Fred Losee William Kinchloe                         | Veritas Comet RS          | 1   |
| Ausgefallen     |       |     |                                 |                                                     |                           |     |
| 55              | S 2.0 | 54  | Tom Friedmann                   | Tom Friedmann Karl Brocken                          | Maserati A6GCS            | 129 |
| 56              | S 750 | 87  | Regie Renault Co.               | Louis Pons Robert Manzon Jean Hébert                | Renault 1063              | 121 |
| 57              | S 1.5 | 72  | Norman Christianson             | Norman Christianson Don McKnought                   | Porsche 550 Spyder        | 119 |
| 58              | S 1.1 | 82  | Austin Conley                   | Austin Conley LeRoy Thorpe                          | Siata 300BC               | 112 |
| 59              | S 2.0 | 51  | John Ellwood                    | David Mott Don Skogmo                               | Triumph TR2               | 111 |
| 60              | S 1.1 | 78  | Bobbie Burns & Norman Scott     | Norman Scott Robert Samuelson                       | Lotus Mark IX             | 109 |
| 61              | S 3.0 | 24  | Wm. H. Doheny                   | Ernie McAfee Howard Wheeler                         | Ferrari 750 Monza         | 99  |
| 62              | S 2.0 | 100 | Jim Pauley                      | Jim Pauley David Michaels                           | Siata 208CS               | 96  |
| 63              | S 3.0 | 29  | Manfredo Lippmann               | Sterling Edwards Chuck Daigh                        | Ferrari 750 Monza         | 88  |
| 64              | S 1.5 | 73  | Speedcraft Enterprises          | Otto Linton Hal Stetson                             | Osca MT4 1450             | 83  |
| 65              | S 1.1 | 83  | Isabelle Haskell                | Dick Irish Isabelle Haskell                         | Bandini                   | 67  |
| 66              | S 1.5 | 71  | Richard Toland                  | Richard Toland Stan Hoffstein                       | Denzel 1300 Super         | 61  |
| 67              | S 3.0 | 41  | Bill Milliken                   | Bill Milliken Lester Smalley                        | Austin-Healey 100         | 60  |
| 68              | S 1.5 | 74  | George Tilp                     | Walt Hansgen William Eager                          | Osca MT4 1350             | 58  |
| 69              | S 3.0 | 37  | B. S. Cunningham                | Briggs Cunningham John Gordon Bennett               | Cunningham C6-R           | 54  |
| 70              | S 3.0 | 26  | Marquis de Portago              | Alfonso de Portago Umberto Maglioli                 | Ferrari 750 Monza         | 53  |
| 71              | S 3.0 | 47  | Brooks Stevens                  | Hal Ullrich Robert Gary                             | Excalibur J               | 50  |
| 72              | S 3.0 | 46  | Fred Allen                      | Gus Ehrman Fred Allen                               | Austin-Healey 100S        | 47  |
| 73              | S 3.0 | 49  | Sir Sydney Oakes                | Sydney Oakes Greta Oakes                            | Austin-Healey 100M        | 44  |
| 74              | S 750 | 89  | Sandy MacArthur                 | Sandy MacArthur Paul Gougelman                      | Bandini Outboard          | 34  |
| 75              | S 1.5 | 66  | Phil Stewart                    | Phil Stewart Ted Boynton                            | Osca MT4 1500             | 33  |
| 76              | S 1.5 | 65  | Harry Chapman                   | Harry Chapman William Bell                          | Osca MT4 1500             | 18  |
| 77              | S 5.0 | 7   | Jim Kimberly                    | Jim Kimberly Ed Lunken                              | Ferrari 375 Plus          | 18  |
| 78              | S 3.0 | 33  | Pancho Croquer                  | Julio Pola Pancho Croquer                           | Mercedes-Benz 300 SL      | 17  |
| 79              | S 2.0 | 53  | Porfirio Rubirosa               | Porfirio Rubirosa Cal Niday                         | Ferrari 500 Mondial       | 14  |
| 80              | S 8.0 | 2   | Andy Rosenberger                | Andy Rosenberger Charles Cowdin                     | Nash-Healey Le Mans       | 14  |
| 81              | S 1.1 | 85  | Raymond Osborne                 | Bret Hannaway Raymond Osborne                       | Kieft Sport               | 10  |
| 82              | S 5.0 | 11  | Tony Parravano                  | Jack McAfee Bob Drake                               | Ferrari 375MM             | 5   |
| 83              | S 8.0 | 1   | Jack Ensley                     | Jack Ensley Jim Rathmann                            | Kurtis Kraft 500          | 3   |
| 84              | S 3.0 | 27  | Ecurie Yankee                   | Bob Said Masten Gregory                             | Ferrari 750 Monza         | 3   |
| 85              | S 750 | 86  | Regie Renault Co.               | Jean Rédélé Louis Pons                              | Renault 1063              | 2   |
| 86              | S 5.0 | 10  | John Shakespeare                | John Shakespeare Manfredo Lippmann                  | Ferrari 375MM             | 1   |
| Nicht gestartet |       |     |                                 |                                                     |                           |     |
| 87              | S 5.0 | 6   | John Mull                       | Walter Huggler John Mull                            | Jaguar XK120              | 1   |
| 88              | S 5.0 | 12A | Chester Flynn                   | Reina Morales Ed Munoz                              | Ferrari 340 America       | 2   |
| 89              | S 1.5 | 21P | Manfredo Lippmann               | Sterling Edwards Chester Flynn                      | Ferrari 250 Monza         | 3   |
| 90              | S 3.0 | 41  | Robert Fergus                   | Sandy McPherson Robert Fergus Harley Watts          | Austin-Healey 100S        | 4   |
| 91              | S 1.5 | 62  | Ed Crawford                     | Ed Crawford John Urbas                              | Porsche 550 Spyder        | 5   |
| 92              | S 8.0 |     | Rod Carveth                     | Rod Carveth Sid Blackburn                           | Allard J2X                | 6   |
| 93              | S 5.0 |     | Victor Forno                    | Victor Forno Bob Bucher                             | Jaguar XK140 MC           | 7   |
| 94              | S 5.0 |     | Joseph Hap Dressel              | Joseph Hap Dressel William Woodbury                 | Nash-Healey Series 25     | 8   |
| 95              | S 3.0 |     | Walter Christie                 | Walter Christie Joe Trotter George Parrington       | Austin-Healey 100         | 9   |
| 96              | S 1.5 |     | Hector Scheffer                 | Rees Makins Frank Bott Hector Scheffer              | Osca MT4                  | 10  |
| 97              | S 1.5 |     | Henry Wessells                  | Henry Wessells Lex duPont                           | Osca MT4                  | 11  |
| 98              | S 1.5 |     | C. Pitt Browne                  | C. Pitt Browne W. R. Wilson Elliott Evans           | Porsche 356               | 12  |
| 99              | S 750 |     | Ralph Deshon                    | Ralph Deshon Don Quackenbush                        | Bandini                   | 13  |
| 100             | S 750 |     | Charles Brecht                  | Charles Brecht Henry Lindenmeier                    | Crosley Hot Shot          | 14  |
| 101             | S 2.0 | T   | S. H. Arnolt                    | S. H. Arnolt                                        | Arnolt Bolide             | 15  |

1 Reserve
2 Unfall im Training
3 Motorschaden im Training
4 Unfall im Training
5 nicht gestartet
6 Reserve
7 Reserve
8 Reserve
9 Reserve
10 Reserve
11 Reserve
12 Reserve
13 Reserve
14 Reserve
15 Trainingswagen

### Nur in der Meldeliste
Hier finden sich Teams, Fahrer und Fahrzeuge, die ursprünglich für das Rennen gemeldet waren, aber aus den unterschiedlichsten Gründen daran nicht teilnahmen.
| Pos. | Klasse | Nr. | Team                       | Fahrer                                               | Chassis               |
| ---- | ------ | --- | -------------------------- | ---------------------------------------------------- | --------------------- |
| 102  | S 5.0  |     | Bird/Quackenbush           | Don Quackenbush John Bird                            | Jaguar XK120          |
| 103  | S 1.1  |     | Harry Beck                 | Harry Beck Stan Hoffstein                            | Ford Anglia           |
| 104  | S 1.1  |     | Bernhard Vihl              | Bernhard Vihl George Parrington David Michaels       | Bandini               |
| 105  | S 1.5  |     | Norm Patton                | Norm Patton Clarence Graham                          | Porsche 356           |
| 106  | S 1.5  |     | Bernard Lust               | Bernard Lust Steve Quigley                           | MG TD                 |
| 107  | S 2.0  |     | Kenneth Ahr                | Kenneth Ahr William Klinck                           | Triumph TR2           |
| 108  | S 5.0  |     | Richard Perrin             | Richard Perrin                                       | Jaguar XK120          |
| 109  | S 5.0  |     | Erwin Goldschmidt          | Erwin Goldschmidt                                    | Ferrari 375MM Vignale |
| 110  | S 5.0  |     | Fred Dagavar               | Al Garz                                              | Jaguar XK120          |
| 111  | S 3.0  |     | Jack Pry                   | Duncan Black Dickson Yates                           | Mercedes-Benz 300 SL  |
| 112  | S 3.0  |     | Officine Alfieri Maserati  | John Fitch                                           | Maserati 300S         |
| 113  | S 3.0  |     | Officine Alfieri Maserati  | Sergio Mantovani Luigi Musso                         | Maserati 300S         |
| 114  | S 3.0  |     | Robert Publicker           | Robert Publicker Bernie Kousar                       | Ferrari 250MM         |
| 115  | S 2.0  |     | Joe Sheppard               | Warren Smith Joe Sheppard                            | Triumph TR2           |
| 116  | S 5.0  |     | Frank Miller               |                                                      | Jaguar C-Type         |
| 117  | S 5.0  |     | Jim Kimberly               |                                                      | Ferrari               |
| 118  | S 2.0  |     | Robert Tappan              | Robert Tappan Robert Magenheimer                     | Ferrari 500 Mondial   |
| 119  | S 3.0  | 23  | John von Neumann           | John von Neumann                                     | Ferrari 750 Monza     |
| 120  | S 3.0  | 30  | Hector Scheffer            | Hector Scheffer William Lilley                       | Mercedes-Benz 300 SL  |
| 121  | S 3.0  | 34  | Mercedes-Benz Distributors |                                                      | Mercedes-Benz 300 SL  |
| 122  | S 2.0  | 50  | Antonio Pompeo             | Antonio Pompeo Robert Blackwood Tony Palmer-Morewood | Alfa Romeo 1900       |
| 123  | S 1.5  | 70  | Gleb Derujinsky            | Gleb Derujinsky                                      | Porsche 356 Super     |

### Klassensieger
| Klasse | Fahrer        | Fahrer         | Fahrzeug                 | Platzierung im Gesamtklassement |
| ------ | ------------- | -------------- | ------------------------ | ------------------------------- |
| S 8.0  | Ray Crawford  |                | Kurtis Kraft             | Rang 13                         |
| S 5.0  | Mike Hawthorn | Phil Walters   | Jaguar D-Type            | Gesamtsieg                      |
| S 3.0  | Phil Hill     | Carroll Shelby | Ferrari 750 Monza Spyder | Rang 2                          |
| S 2.0  | John Panks    | Ernie Erickson | Arnolt Bolide            | Rang 18                         |
| S 1.5  | Bill Lloyd    | George Huntoon | Osca MT4 1450            | Rang 7                          |
| S 1.1  | Paul O’Shea   | Fritz Koster   | Porsche 550              | Rang 23                         |
| S 750  | E. C. Miller  | Curtis Attaway | Renault 1063             | Rang 44                         |

### Renndaten
- Gemeldet: 123
- Gestartet: 86
- Gewertet: 46
- Rennklassen: 7
- Zuschauer: 20000
- Wetter am Renntag: trocken und warm, kalt in den Abendstunden
- Streckenlänge: 8,369 km
- Fahrzeit des Siegerteams: 12:00:00,000 Stunden
- Gesamtrunden des Siegerteams: 182
- Gesamtdistanz des Siegerteams: 1523,083 km
- Siegerschnitt: 127,621 km/h
- Pole Position: unbekannt
- Schnellste Rennrunde: Sherwood Johnston – Maserati 300S (#35) – 3:38,800 = 137.692 km/h
- Rennserie: 2. Lauf zur Sportwagen-Weltmeisterschaft 1955